# Liste der Monuments historiques in Guilvinec
Die Liste der Monuments historiques in Guilvinec führt die Monuments historiques in der französischen Gemeinde Guilvinec auf.

## Liste der Bauwerke
| Bezeichnung                      | Beschreibung | Standort               | Kennzeichnung | Schutzstatus | Datum | Bild           |
| -------------------------------- | ------------ | ---------------------- | ------------- | ------------ | ----- | -------------- |
| Kapelle St-Trémeur               |              | (Lage)                 | PA00089990    | Inscrit      | 1935  | weitere Bilder |
| Manoir von Kergoz mit Taubenturm |              | Allée de Kergoz (Lage) | PA00089991    | Inscrit      | 1932  | weitere Bilder |
| Menhir von Lanvar                |              | (Lage)                 | PA00089992    | Classé       | 1962  | weitere Bilder |

## Liste der Objekte
- Monuments historiques (Objekte) in Guilvinec in der Base Palissy des französischen Kultusministeriums